# Megalagrion pacificum
Megalagrion pacificum (лат.) — вид стрекоз из семейства Coenagrionidae, эндемик Гавайских островов, описанный английским энтомологом Робертом Маклахланом в 1883 году. Близким видом является Megalagrion xanthomelas.

## Описание
Голова чёрная, без затылочных пятен. Нижняя губа, край верхней губы и орбиты глаз с наружной стороны желтоватые. В задней части плечевого шва среднеспинки имеется жёлтое пятно. Бока груди с двумя жёлтыми полосами. Низ груди чёрный. Длина передних крыльев 19-20 мм, размах крыльев от 38 (самки) до 41 (самцы) мм. Крыловой глазок ромбовидный, красно-коричневый. Между четырёхугольником и узелком располагаются три ячейки. Ноги чёрные, бёдра снизу коричневые. На голенях расположены длинные, расходящиеся шипики. Брюшко чёрное длиной от 25 (самки) до 28 (самцы) мм. На первых двух сегментах по бокам расположены большие красные или жёлтые пятна. Восьмой и девятый сегменты у самца по переднему краю с красным кольцом, у самки эти сегменты полностью чёрные. Переднее кольцо на девятом сегменте занимает половину его длины. У личинок длина хвостовых больше, чем пять последних сегментов брюшка.

## Распространение
Вид известен с островов Молокаи, Мауи и Гавайи. Кроме этого, встречался на островах Кауаи, Оаху и Ланаи, но, по видимому, был истреблён.

## Экология
Личинки обитают в медленно текущих ручьях и каналах среди густой растительности. Имаго встречаются вблизи мест развития личинок. У Megalagrion pacificum развит рефлекс иммобилизации, или танатоз, который проявляется в замирании и падении в траву при приближении хищных стрекоз Anax junius. Для самцов характерно территориальное поведение. Численность вида в течение XX века значительно снизилась. Главными лимитирующими факторами являются поедание личинок интродуцированными видами хищных рыб (Poecilia) и беспозвоночных (клопы-гладыши) и конкуренция за ресурсы с чужеродными видами ручейников. Включён в Красный список угрожаемых видов МСОП со статусом VU (Уязвимые виды).